# Pierre Bürcher
Pierre Bürcher (Fiesch, Suíça, 20 de dezembro de 1945) é um prelado suíço da Igreja Católica, servindo atualmente como bispo da Diocese de Reykjavík, na Islândia.
Em 30 de outubro de 2007, Pierre Bürcher, até então Bispo Titular de Maximiana em Bizacena e bispo auxiliar do Diocese de Lausanne, Genebra e Friburgo, na Suíça, foi nomeado Bispo de Reykjavík pelo Papa Bento XVI.